# Margarethen (Sonthofen)
Margarethen (historisch Birlaberg) ist ein Dorf und Ortsteil der Gemeinde Sonthofen im schwäbischen Landkreises Oberallgäu in Bayern.

## Geschichte
Die Ersterwähnung des Weilers "Bilratperc" erfolgte um 1140. 1419 fand die Weihe der Kapelle "St. Margarethen zu Birlaberg" statt. Seit dem 16. Jahrhundert war der Ortsname Margarethen gebräuchlich. Margarethen ist zur Pfarrei St. Michael in Sonthofen gepfarrt. Bis zur Säkularisation in Bayern übte das Hochstift Augsburg die Grundherrschaft über den Ort aus. Mit dem Reichsdeputationshauptschluss von 1803 kam es zu Bayern. Am 1. Januar 1976 erfolgte die Eingemeindung nach Sonthofen.

## Sehenswürdigkeiten
- Kapelle St. Margaretha, 1419 errichtet, nach einem Brand um 1560 wiederaufgebaut, der Chor kam um 1680 hinzu. Im Innenraum Fragmente von Fresken aus dem Ende des 16. Jahrhunderts.[3]

Siehe auch: Liste der Baudenkmäler in Margarethen